# Ангел Пенков
Ангел Ненов Пенков (Вихър) е български партизанин, офицер, генерал-лейтенант.

## Биография
Роден е на 25 януари 1922 г. в пловдивското село Кръстевич. От 1939 г. е член на РМС, а от май 1944 г. и на БКП. Учи в средна реална гимназия до 1943 г., когато е изключен от нея за комунистическа дейност. От май до септември 1943 г. се препитава със земеделие. Повикан е за войник, но става партизанин през септември 1943 г. в партизански отряд „Георги Бенковски“ (по-късно бригада). Впоследствие е командир на чета и на батальон в отряда. Между септември и декември 1944 г. е командир на взвод в девети пехотен пловдивски полк, с който участва във Втората световна война. През 1945 г. (януари – септември) изкарва съкратен курс във Военното училище в София. В периода септември 1945 – декември 1949 г. е последователно командир на рота в трети пехотен гвардейски полк, командир на дружина в четвърти пехотен плевенски полк, временно изпълняващ длъжността командир на двадесет и девети пехотен ямболски полк.
Между декември 1949 и декември 1951 г. учи във Военната академия „Фрунзе“. От декември 1951 г. до декември 1952 г. е заместник-началник на отдел в Разузнавателното управление на армията. През 1952 г. му е присвоено званието полковник, а от 19 септември 1959 г. е генерал-майор. В периода декември 1952 – февруари 1956 г. е командир на осма мотострелкова дивизия във Враца. От февруари 1956 до 1958 г. е командир на седемнадесета мотострелкова дивизия. От 1958 до август 1959 г. е командир на втора мотострелкова дивизия. От август 1959 г. учи във Военната академия на Генералния щаб на армията на СССР. От 1961 г. е командир на друга дивизия. В периода 1962 – 1971 е началник на гранични войски. Между 1979 и 1980 г. е командир на Противовъздушната отбрана на Сухопътните войски. Към 1976 г. е главен инспектор на Сухопътните войски. Бил е председател на ПФК ЦСКА (София).

## Образование
- Военно училище, София – януари – септември 1945 г.
- Военна академия „Фрунзе“ – декември 1949 – декември 1951 г.
- Военна академия на Генералния щаб на армията на СССР – август 1959 г. – ?